# Saskia Schottelius
Saskia Schottelius (* 1963) ist eine deutsche Sachbuchautorin, Sprach- und Kommunikationsforscherin sowie Lehrerin für fernöstliche Kampfkunst und Philosophie.

## Leben
Schottelius studierte an der Rheinischen Friedrich-Wilhelms-Universität Bonn Germanistik, Kommunikationsforschung und Allgemeine und Vergleichende Sprachwissenschaften mit dem Abschluss Magistra (1988) und Promotion (1993) und absolvierte eine Ausbildung zur Mentaltrainerin. Nach einigen Jahren als Literaturreferentin und Dozentin für Deutsch und Rhetorik im In- und Ausland gründete sie 1995 das „Chikara-Bewegungszentrum für Frauen und Kinder“ in Bonn und Köln, das sie seitdem als Sensei (Lehrerin für fernöstliche Kampfkunst, Meditation und Philosophie) leitet. Der Schwerpunkt ihrer Arbeit liegt auf der Kombination von Bildung und Bewegung und dem Konzept der „positiven Sprache und Redeform“. Sie gibt bundesweit Kurse und Seminare zum Thema Persönlichkeitsstärkung und Karrieretraining von Frauen und arbeitet an der Verbreitung moderner Kampfkunstphilosophie durch Ausbildungen und Veröffentlichungen.

## Werke (Auswahl)
- Do – Der Weg zur inneren MeisterIn. KampfkunstPhilosophie fürs Leben. Tao Verlag, Kamphausen, Bielefeld 2015. ISBN 978-3-95802-286-7, ISBN 978-3-95802-287-4, ISBN 978-3-95802-288-1.
- Sagen Sie doch, was Sie wollen! Überlegen kommunizieren. Mit Taoistischen Gesundheitsübungen. Oesch-Verlag, Zürich 2009, ISBN 978-3-0350-0056-6, E-Book Zürich 2012: ISBN 978-3-0350-4002-9.
- Fatum, Fluch und Ironie. Zur Idee des Schicksals in der Literatur von der Aufklärung bis zur Romantik. Peter Lang Verlag, Ffm, Bern, New York 1995, ISBN 3-631-48486-0 (zugl. Diss.)
- Das imaginäre Ich. Subjekt und Identität in Ingeborg Bachmanns Roman „Malina“ und Jacques Lacans Sprachtheorie. Peter Lang Verlag, Ffm, Bern, New York 1990, ISBN 3-631-42095-1.
- Saskia Schottelius/Literaturbüro NRW/Süd (Hrsg.): Heimat-W/Orte. Eine Anthologie mit Texten von Aussiedlern und Einheimischen. In Zusammenarbeit mit dem West-Ost-Kulturwerk. Horlemann Verlag, Bad Honnef 1995.
- Saskia Schottelius und Thomas Frahm (Hrsg.): Autorenkatalog Bonn. Verlag Irene Kuron, Bonn 1993.
- Hrsg.: August Klingemann: Faust. Nachdruck der Erstausgabe mit einem Nachwort von Norbert Oellers und Saskia Schottelius. Belser Verlag , Stuttgart und Zürich 1991.